# Mittelberg (Rhön)
La muntanya Mittelberg, en alemany Mittelberg significa 'muntanya del mig'; té una altitud de 880 metres i es troba al límit entre els estats de Baviera i Hessen, al Rhön, una serralada de muntanyes baixes que discorre entre Baviera, Hessen i Turíngia (Alemanya).

## Geografia
La zona del Mittelberg té diversos parcs naturals i pertany a la Reserva de la Biosfera de Rhön.
Del Mittelberg, parteixen diversos rius com per exemple el Sinn, el Fränkische Saale, el Main i el Fulda.